# Sadîk Bolat Septar
Sadîk Bolat Septar (de cele mai multe ori transcris în limba română sub forma: Sadîc Bolat Septar) a fost un lider spiritual al tătarilor din România, imam, Muftiul comunității musulmane din județul Constanța. A servit ca muftiu în perioada 1938-1938 fiind precedat de Șahip Bolat Abdurrahim și succedat de Kurt-Amet Mustafa.